# Марсио Аморозо
Марсио Аморозо (5. јул 1974) бивши је бразилски фудбалер.

## Каријера
Током каријере играо је за Удинезе, Парма, Борусија Дортмунд, Малага, Сао Пауло и многе друге клубове.

## Репрезентација
За репрезентацију Бразила дебитовао је 1995. године. За национални тим одиграо је 19 утакмица и постигао 9 голова.

## Статистика
| Бразил | Бразил | Бразил |
| Год.   | Ута.   | Гол.   |
| ------ | ------ | ------ |
| 1995   | 1      | 0      |
| 1996   | 0      | 0      |
| 1997   | 0      | 0      |
| 1998   | 1      | 2      |
| 1999   | 10     | 7      |
| 2000   | 3      | 0      |
| 2001   | 0      | 0      |
| 2002   | 1      | 0      |
| 2003   | 3      | 0      |
| Укупно | 19     | 9      |